# 327
Năm 327 là một năm trong lịch Julius.